# Karl Conrad Röderer
Karl Conrad Röderer (* 12. Juli 1868; † 28. August 1928 in St. Gallen) war ein Schweizer Sportschütze und zweifacher Olympiasieger.
Er nahm an den Olympischen Sommerspielen 1900 in Paris teil und gewann dort zwei Goldmedaillen. Er gewann mit dem Armeerevolver den Einzelwettbewerb vor seinen Teamkameraden Konrad Stäheli und Louis-Marcel Richardet, die auf dem dritten und vierten Platz folgten, sowie den Mannschaftswettbewerb.